# Avril 1844

## Événements
- France : grève des mineurs de Rive-de-Gier.

- 1er avril, France : les relations entre Victor Hugo et Léonie Biard-d'Aunet se précisent.
- 28 avril (Japon) : intervention de navires français commandés par Fornier-Duplan dans les Ryūkyū sous le prétexte de porter secours à des naufragés.

## Naissances
- 7 avril : Pierre-Gaston Jourdain, peintre français († 4 mars 1886).
- 10 avril : Jules de Burlet, homme politique belge († 1er mars 1897).
- 16 avril : Anatole France, homme de lettres français.

## Décès
- 15 avril : Vittorio Fossombroni (né en 1754), mathématicien, ingénieur, économiste, homme d'État et intellectuel italien.